# Андон Чибишев
Андон Чибишев (на македонска литературна норма: Андон Чибишев) е лекар, интернист, и политик от Северна Македония.

## Биография
Роден е на 11 ноември 1959 година в град Чирчик, тогава в Съюза на съветските социалистически републики, днес в Узбекистан, в семейството на бежанци от Кономлади, Костурско, Егейска Македония, избягали от Гражданската война. В 1965 година се установява в Социалистическа република Македония, където завършва основно и средно образование. В 1985 година завършва Медицинския факултет на Скопския университет. В 1988 година започва работа във Военна болница в Скопие, а от август 1988 година - в Университетската клиника по токсикология. В 1993 година получава специалност вътрешни болести, а в 2002 година става примариус. В 1999 - 2001 година е научен директор на Клиниката. От 21 август 2001 година е държавен секретар в министерството на здравеопазването.
В 1994 година става асистент в Медицинския факултет в Скопие. В 2005 година защитава магистърска, а в 2008 година - докторска теза. В 2012 година е избран за доцент по вътрешни болести в Скопския университет. 
На 30 юни 2014 година замества станалия министър на труда и социалната политика Диме Спасов като депутат от ВМРО – Демократическа партия за македонско национално единство в Събранието на Република Македония.